# Liste des ministres français de l'Armement
Pour les autres articles nationaux ou selon les autres juridictions, voir Ministre de l'Armement.
Cet article présente la liste des membres du gouvernement français chargés de l'armement, des fabrications de guerre et des munitions.
Les dates indiquées sont les dates de prise ou de cessation des fonctions, qui sont en général la veille de la date du Journal officiel dans lequel est paru le décret de nomination.

## Historique
Le 18 mai 1915, le gouvernement René Viviani (2) voit la création d'un sous-secrétaire d’État à l’Artillerie et l'Équipement militaire, renommé Artillerie et munitions le 29 octobre 1915 et attribué à Albert Thomas, afin d'organiser l'effort de guerre, dans le contexte de la Première Guerre mondiale.
Parallèlement, le 13 novembre 1915, la Direction des inventions intéressant la défense nationale est créée « pendant la durée de la guerre » et rattachée au Ministère de l'instruction publique et des beaux-arts, qui est renommé Ministère de l'instruction publique, des beaux-arts et des inventions intéressant la défense nationale, avec Paul Painlevé comme ministre.
Le 12 décembre 1916, le nouveau gouvernement Aristide Briand (6) rassemble les deux services en créant le Ministère de l'Armement et des Fabrications de Guerre, dirigé par Albert Thomas.
Peu après la fin de la guerre, le 26 novembre 1918, le gouvernement Georges Clemenceau (2) supprime le Ministère de l'Armement et des Fabrications de Guerre et le transforme en un Ministère de la Reconstitution industrielle, conservant Louis Loucheur à sa tête. Ce nouveau ministère disparaît en 1920.
Un Ministère de l'Armement sera à nouveau créé pendant d'autres périodes de conflit, notamment de 1938 à 1940 (doublé en 1940 d'un sous-secrétariat d'État aux Fabrications de l'Air, rattaché au Ministère de l'Air). Le communiste Charles Tillon est Ministre de l'Armement à la Libération. Le titre disparaît définitivement en 1955.

## Révolution française
| Nom                            | Intitulé                                                  | Gouvernement                        | Début          | Fin                |
| ------------------------------ | --------------------------------------------------------- | ----------------------------------- | -------------- | ------------------ |
| Jean-Pierre Chazal             | Membre du Comité de Salut Public (armement)               | Comité de Salut Public Thermidorien | 7 février 1795 | 5 mars 1795        |
| Pierre Gillet                  | Membre du Comité de Salut Public (fournitures militaires) | Comité de Salut Public Thermidorien | 5 avril 1795   | 3 juillet 1795     |
| Jacques Antoine Rabaut-Pommier | Membre du Comité de Salut Public (armement)               | Comité de Salut Public Thermidorien | 5 mai 1795     | 1er septembre 1795 |
| François-Joseph Gamon          | Membre du Comité de Salut Public (armes et poudres)       | Comité de Salut Public Thermidorien | 3 juin 1795    | 7 octobre 1795     |

## Troisième République
| Ministre ou sous-secrétaire d'État                                         | Ministre ou sous-secrétaire d'État | Intitulé                                                                               | Parti                                                                                                 | Autre exécutif     | Autre exécutif | Intitulé                                          | Parti | Gouvernement                                     | Début             | Fin               | Chef de l'État | Chef de l'État   |
| -------------------------------------------------------------------------- | ---------------------------------- | -------------------------------------------------------------------------------------- | --- | ------------------ | --- | ------------------------------------------------- | --- | ------------------------------------------------ | ----------------- | ----------------- | -------------- | ---------------- |
|                                                                            | Albert Thomas                      | Sous-secrétaire d'État à la Guerre chargé de l’Artillerie et de l’Équipement militaire | SFIO                                                                                                  | Aucun              | Aucun | Aucun                                             | Aucun | Viviani II                                       | 18 mai 1915       | 29 octobre 1915   |                | Raymond Poincaré |
| Sous-secrétaire d'État à la Guerre chargé de l’Artillerie et des munitions | Albert Thomas                      | Briand V                                                                               | SFIO                                                                                                  | Aucun              | Aucun | Aucun                                             | Aucun | 29 octobre 1915                                  | 12 décembre 1916  |                   |                | Raymond Poincaré |
|                                                                            | Paul Painlevé                      | Briand V                                                                               | Ministre de l'Instruction publique, des Beaux-Arts et des Inventions intéressant la défense nationale | PRS                | | Albert Dalimier                                   | Sous-secrétaire d'État à l'Instruction publique, aux Beaux-Arts et aux Inventions intéressant la défense nationale | PRRRS                                            | 12 décembre 1916  | 15 novembre 1915  |                | Raymond Poincaré |
|                                                                            | Albert Thomas                      | Ministre de l'Armement et des Fabrications de guerre                                   | SFIO                                                                                                  |                    | Louis Loucheur | Sous-secrétaire d'État aux Fabrications de guerre | PRD | Briand VI et Ribot V                             | 12 décembre 1916  | 12 septembre 1917 |                | Raymond Poincaré |
|                                                                            | Albert Thomas                      | Ministre de l'Armement et des Fabrications de guerre                                   | SFIO                                                                                                  | Jules-Louis Breton | Sous-secrétaire d'État aux Inventions intéressant la défense nationale                                                       | PRS                                               | | Briand VI et Ribot V                             | 12 décembre 1916  | 12 septembre 1917 |                | Raymond Poincaré |
|                                                                            | Louis Loucheur                     | Ministre de l'Armement et des Fabrications de guerre                                   | PRD/ARD                                                                                               | Jules-Louis Breton | Sous-secrétaire d'État à la Guerre chargé des inventions, études et expériences techniques intéressant la défense nationale, | PRS                                               | Painlevé I | 12 septembre 1917                                | 16 novembre 1917  |                   |                | Raymond Poincaré |
| Aucun                                                                      | Aucun                              | Aucun                                                                                  | Aucun                                                                                                 | Clemenceau II      | 16 novembre 1917 | 26 novembre 1918                                  | |                                                  |                   |                   |                | Raymond Poincaré |
| Aucun                                                                      | Aucun                              | Aucun                                                                                  | Aucun                                                                                                 | Clemenceau II      | Ministre de la Reconstitution industrielle                                                                                   | 26 novembre 1918                                  | 20 janvier 1920 |                                                  |                   |                   |                | Raymond Poincaré |
| Aucun                                                                      | Aucun                              | Aucun                                                                                  | Aucun                                                                                                 | Aucun              | Aucun | Aucun                                             | Aucun | Aucun                                            | 20 janvier 1920   | 13 septembre 1938 |                |                  |
|                                                                            | Raoul Dautry                       | Ministre de l'Armement                                                                 | SE | Aucun              | Aucun | Aucun                                             | Aucun | Daladier V                                       | 13 septembre 1939 | 21 mars 1940      |                | Albert Lebrun    |
|                                                                            | Raoul Dautry                       | Ministre de l'Armement                                                                 | SE | François Blancho   | Sous-secrétaire d'État à l'Armement                                                                                          | SFIO                                              | Reynaud | 21 mars 1940                                     | 10 mai 1940       |                   |                | Albert Lebrun    |
| Aucun                                                                      | Aucun                              | Aucun                                                                                  | Aucun                                                                                                 | 10 mai 1940        | 16 juin 1940 |                                                   | Reynaud |                                                  |                   |                   |                | Albert Lebrun    |
| Aucun                                                                      | Aucun                              | Aucun                                                                                  | Aucun                                                                                                 |                    | 16 juin 1940 | Jules Mény                                        | Reynaud | Sous-secrétaire d'État aux Fabrications de l'Air | SE                | 21 mars 1940      |                | Albert Lebrun    |

## Seconde Guerre mondiale
| Ministre    | Intitulé                                                               | Gouvernement     | Début       | Fin             | Chef de l'État    |
| ----------- | ---------------------------------------------------------------------- | ---------------- | ----------- | --------------- | ----------------- |
| Jean Monnet | Commissaire à l’Armement, à l’Approvisionnement et à la Reconstruction | CFLN 1 (à Alger) | 7 juin 1943 | 9 novembre 1943 | Charles de Gaulle |

## Gouvernement provisoire de la République française et Quatrième République
| Ministre ou Secrétaire d'État | Ministre ou Secrétaire d'État | Intitulé                              | Parti | Autre exécutif | Autre exécutif                      | Intitulé | Parti     | Gouvernement    | Début            | Fin              | Chef de l'État  | Chef de l'État    |
| ----------------------------- | ----------------------------- | ------------------------------------- | ----- | -------------- | ----------------------------------- | -------- | --------- | --------------- | ---------------- | ---------------- | --------------- | ----------------- |
|                               | Charles Tillon                | Ministre de l'Armement                | PCF   | Aucun          | Aucun                               | Aucun    | Aucun     | De Gaulle 2     | 21 novembre 1945 | 26 janvier 1946  |                 | Charles de Gaulle |
| Gouin                         | Charles Tillon                | Ministre de l'Armement                | PCF   | Aucun          | Aucun                               | Aucun    | Aucun     | 26 janvier 1946 | 24 juin 1946     |                  | Félix Gouin     |                   |
|                               | Charles Tillon                | Ministre de l'Armement                | PCF   | Georges Gosnat | Sous-secrétaire d'État à l'Armement | PCF      | Bidault I | 24 juin 1946    | 16 décembre 1946 |                  | Georges Bidault |                   |
|                               | Paul Béchard                  | Sous-secrétaire d'État à l'Armement   | SFIO  | Aucun          | Aucun                               | Aucun    | Aucun     | Blum III        | 16 décembre 1946 | 22 janvier 1947  |                 | Vincent Auriol    |
| Aucun                         | Aucun                         | Aucun                                 | Aucun | Aucun          | Aucun                               | Aucun    | Aucun     | Ramadier I      | 22 janvier 1947  | 31 octobre 1947  |                 | Vincent Auriol    |
|                               | Joannès Dupraz                | Sous-secrétaire d'État à l'Armement   | MRP   | Aucun          | Aucun                               | Aucun    | Aucun     | Ramadier II     | 31 octobre 1947  | 24 novembre 1947 |                 | Vincent Auriol    |
| Aucun                         | Aucun                         | Aucun                                 | Aucun | Aucun          | Aucun                               | Aucun    | Aucun     | Aucun           | 24 novembre 1947 | 20 janvier 1952  |                 | Vincent Auriol    |
|                               | Maurice Bourgès-Maunoury      | Ministre de l'Armement (Coordination) | RAD   | Aucun          | Aucun                               | Aucun    | Aucun     | Faure I         | 20 janvier 1952  | 8 mars 1952      |                 | Vincent Auriol    |
| Aucun                         | Aucun                         | Aucun                                 | Aucun | Aucun          | Aucun                               | Aucun    | Aucun     | Aucun           | 8 mars 1952      | 16 janvier 1954  |                 | Vincent Auriol    |
| Aucun                         | Aucun                         | Aucun                                 | Aucun | Aucun          | Aucun                               | Aucun    | Aucun     | Aucun           | 16 janvier 1954  | 20 janvier 1955  |                 | René Coty         |
|                               | Diomède Catroux               | Secrétaire d'État à l'Armement        | RPF   | Aucun          | Aucun                               | Aucun    | Aucun     | Mendès-France   | 20 janvier 1955  | 23 février 1955  |                 | René Coty         |